# Українське (Домаський старостинський округ)
Українське — село в Україні, у Лозівській міській громаді Лозівського району Харківської области. Населення становить 270 осіб. До 2020 орган місцевого самоврядування — Домаська сільська рада.

## Географія
Село примикає до Лозової і повністю оточене коліями Лозівського залізничного вузла, найближчі зупинні пункти — 936 км і Заводська (1 км). Через село проходить автомобільна дорога Р51.

## Історія
1936 — дата заснування.
До 2016 року село носило назву Димитрова.
12 червня 2020 року, відповідно до Розпорядження Кабінету Міністрів України № 725-р «Про визначення адміністративних центрів та затвердження територій територіальних громад Харківської області», увійшло до складу Лозівської міської громади.
17 липня 2020 року, в результаті адміністративно-територіальної реформи та ліквідації колишнього Лозівського району (1923—2020), увійшло до складу новоутвореного Лозівського району Харківської області.

## Економіка
- Лозівський ковальсько-механічний завод (ЛКМЗ).

## Постаті
- Цурков Ярослав Геннадійович (? — 2022) — старший солдат Збройних Сил України, учасник російсько-української війни.